# Tommy Körberg
Tommy Körberg (* 4. července 1948 Norsjö) je švédský zpěvák a herec.
Původně se jmenoval Bert Gustav Thuresson. Narodil se jako nemanželské dítě, do pěti let žil v dětském domově a u příbuzných. Pak se usadil s matkou ve městě Ronneby, kde začal zpívat s místním mužským sborem a přijal příjmení nevlastního otce.
V roce 1965 se stal zpěvákem popového souboru Tom & Mick & Maniacs, později se vydal na sólovou dráhu s hitem „Judy min vän“. V sedmdesátých letech se věnoval jazzrocku se skupinou Made in Sweden. Zúčastnil se Eurovision Song Contest v letech 1969 a 1988. Od roku 2004 zpívá s orchestrem Bennyho Anderssona. Také nazpíval s Dannym Saucedem skladbu „I Can See Myself In You“ a hostoval na albu skupiny Dead by April Worlds Collide. Hrál ve filmech Ronja, dcera loupežníka, Domov snů a Casanova, namluvil Zvíře ve švédské verzi animovaného filmu Kráska a zvíře. V roce 2011 byl porotcem televizní soutěže True Talent.
Mezinárodní úspěch mu přinesla role ruského velmistra Anatolije Sergejevského v muzikálu Šachy. Účinkoval také v muzikálech Bídníci, My Fair Lady a Špinaví, prohnilí lumpové. Vystupoval v Královském dramatickém divadle, městském divadle v Malmö a v divadle Göta Lejon. V roce 2002 získal divadelní cenu Guldmasken. Vydal vzpomínkovou knihu Sjung tills du stupar.
Jeho synem je herec a moderátor Anton Körberg.